# Île du Cap Barren
L'île du Cap Barren, ou Cape Barren Island en anglais, est une île australienne située à la limite orientale du détroit de Bass et qui fait partie de l'archipel Furneaux. Au nord, l'île du Cap Barren est isolée de l'île Flinders par le Franklin Sound, un détroit orienté est-ouest et large de 7,7 km dans sa partie la plus étroite. Une distance de 33 km vers le sud-sud-ouest la sépare des environs de Cape Portland, à l'extrémité nord-est de la Tasmanie. Comme les îles voisines, elle relève de l'État de Tasmanie.  
L'île est reconnue site Ramsar depuis le 16 novembre 1982.